# 筑波大学人文・文化学群

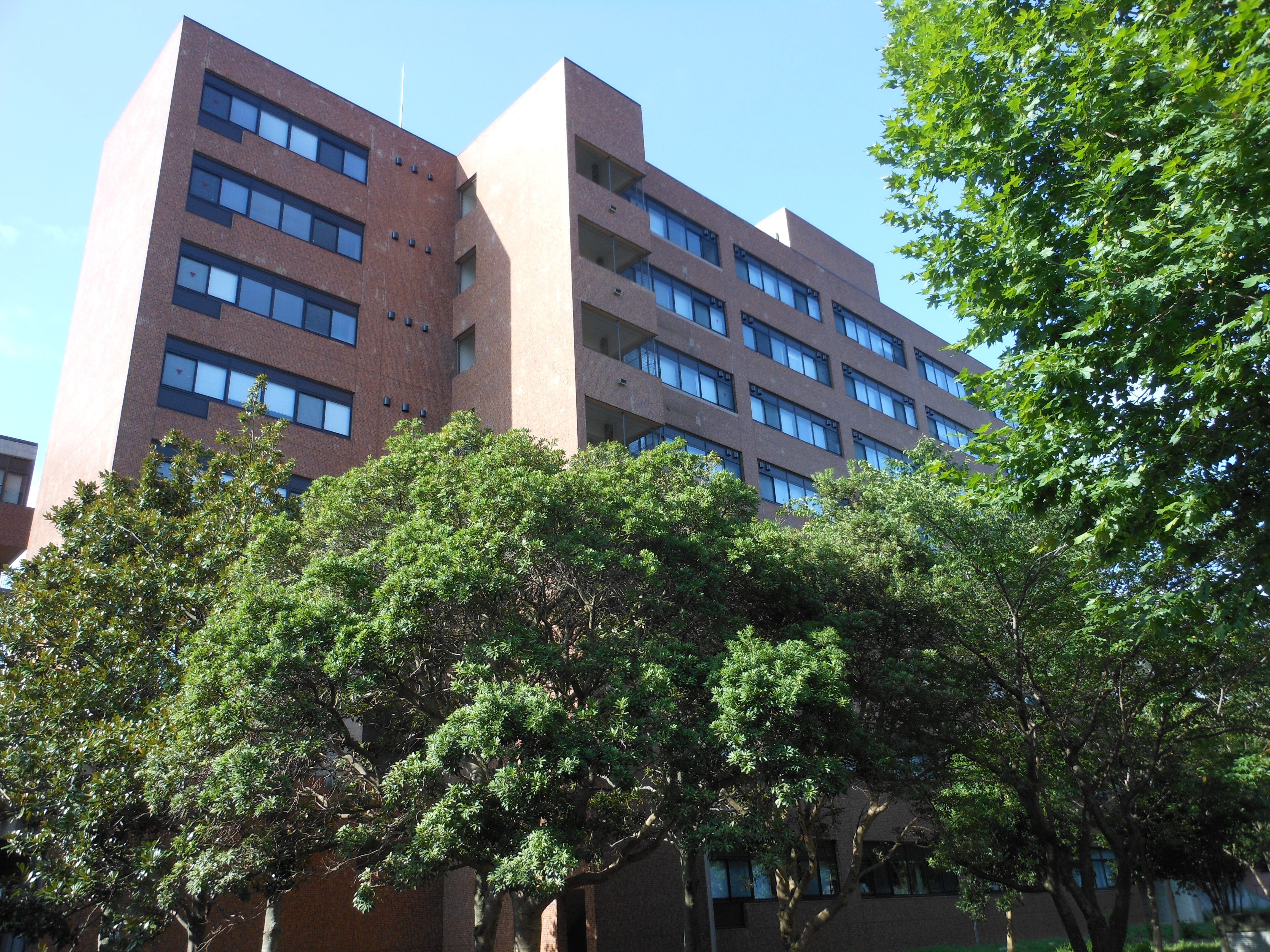
人文社会学系棟（筑波キャンパス）

筑波大学人文・文化学群（つくばだいがくじんぶんぶんかがくぐん、英称:School of Humanities and Culture）は、筑波大学に設置される学群の一つである。

## 概要
筑波大学人文・文化学群は、2007年の学群の改組・再編により、第一学群人文学類及び第二学群比較文化学類、日本語・日本文化学類を合わせて設立された学群である。人文系と文化系の学問を扱っている。人文社会系により筑波大学人文社会国際比較研究機構が運営されている。

## 沿革
- 1973年 - 筑波大学開学。第一学群人文学類設置。
- 1975年 - 第二学群比較文化学類設置。
- 1985年 - 第二学群日本語・日本文化学類設置。
- 2007年 - 人文・文化学群に学群を再編[2]。

## 学類
- 人文学類[4]
  - 入学定員120名[4]
- 比較文化学類[4]
  - 入学定員80名[4]
- 日本語・日本文化学類[4]
  - 入学定員40名[4]

## 著名な出身者

### マスコミ
- 山本ミッシェールのぞみ - 元NHK記者
- 村上和彦 - 元日本テレビ放送網制作局専門部長
- 東嶋和子 - 元読売新聞社記者、外交フォーラム外務大臣賞
- 乾正人 - 産経新聞東京本社執行役員編集局長

### 研究
- 相川康子 - 経営学、政策研究所専務理事、元復興庁上席政策調査官
- 青柳悦子 - 仏文学、筑波大学教授、渋沢・クローデル賞特別賞
- 飯塚恵理人 - 能楽研究、椙山女学園大学教授、日本風俗史学会江馬賞
- 池田潤 - ヘブライ語、筑波大学副学長
- 大西泰斗 - 言語学、東洋学園大学教授
- 小田淳一 - 文献学、東京外国語大学教授
- 加藤幹郎 - 映画学、京都大学名誉教授、日本映画学会初代会長、吉田秀和賞、日本英文学会新人賞
- 湖中真哉 - 人類学、静岡県立大学教授、国際開発研究大来賞
- 佐々木冠 - 言語学、立命館大学教授
- 佐藤丙午 - 国際政治学、拓殖大学教授、外務省参与
- 白川千尋 - 文化人類学、大阪大学教授
- 菅豊 - 民俗学、東京大学教授、日本民俗学会研究奨励賞
- 高橋伸夫 - 現代中国政治、慶應義塾大学教授
- 田中伸一 - 言語学、東京大学教授、日本音韻論学会会長
- 等松春夫 - 政治学、防衛大学校教授
- 中西僚太郎 - 地理学、筑波大学教授
- 永島広紀 - 朝鮮史、九州大学教授
- 中野目徹 - 日本近代思想史、筑波大学教授
- 西原大輔 - 比較文学、東京外国語大学教授
- 星川啓慈 - 宗教哲学、大正大学教授、日本宗教学会賞
- 水越伸 - 社会学、東京大学教授
- 渡邊淳也 - フランス語学、東京大学教授
- 渡邉義浩 - 中国古代史、早稲田大学理事・教授、大隈記念早稲田佐賀学園理事長

### 文化
- 松村栄子 - 小説家、芥川賞、海燕新人文学賞
- 愛川晶 - 小説家、鮎川哲也賞
- 谷川直子 - 小説家、文藝賞
- 藤代泉 - 小説家、文藝賞
- 中脇初枝 - 児童文学作家、坪田譲治文学賞、坊っちゃん文学賞大賞
- 大塚英志 - 批評家、漫画原作者、国際日本文化研究センター教授、サントリー学芸賞、角川財団学芸賞
- 宮下隆二 - 作家、評論家、中外日報涙骨賞優秀賞
- 八島游舷 - SF作家、創元SF短編賞
- 大日方欣一 - 写真評論家、九州産業大学教授
- 松兼功 - 作家、エッセイスト、エイブル・アート・ジャパン副会長
- 藤井清美 - 脚本家、演出家、日本テレビシナリオ登龍門優秀賞
- 宮本久也 - 東京都立八王子東高等学校統括校長、元全国高等学校長協会会長

### 芸能
- 岡田紗夜 - グラビアアイドル
- 齋藤信吾 - 俳優
- 伊藤美紀 - 声優
- 後藤啓介 - 声優、俳優
- 永田亮子 - 声優、ナレーター

### アナウンサー
- 青木美枝 - 元フジテレビジョンアナウンサー
- 池田達郎 - NHKシニアアナウンサー
- 鈴木亜紀 - 札幌テレビ放送アナウンサー
- 片桐千晶 - 元秋田テレビアナウンサー
- 瀬谷佳子 - 元IBC岩手放送アナウンサー
- 森遥香 - 元東日本放送アナウンサー
- 淡路祐介 - FM大阪アナウンサー
- 仲地恵 - 元沖縄テレビ放送アナウンサー
- 石橋雅子 - フリーアナウンサー